# ستيف غرينبيرغ
ستيف غرينبيرغ (بالإنجليزية: Steve Greenberg)‏ هو مقدم تلفزيوني أمريكي، ولد في 20 ديسمبر 1960.